# Alessandro Bazzana

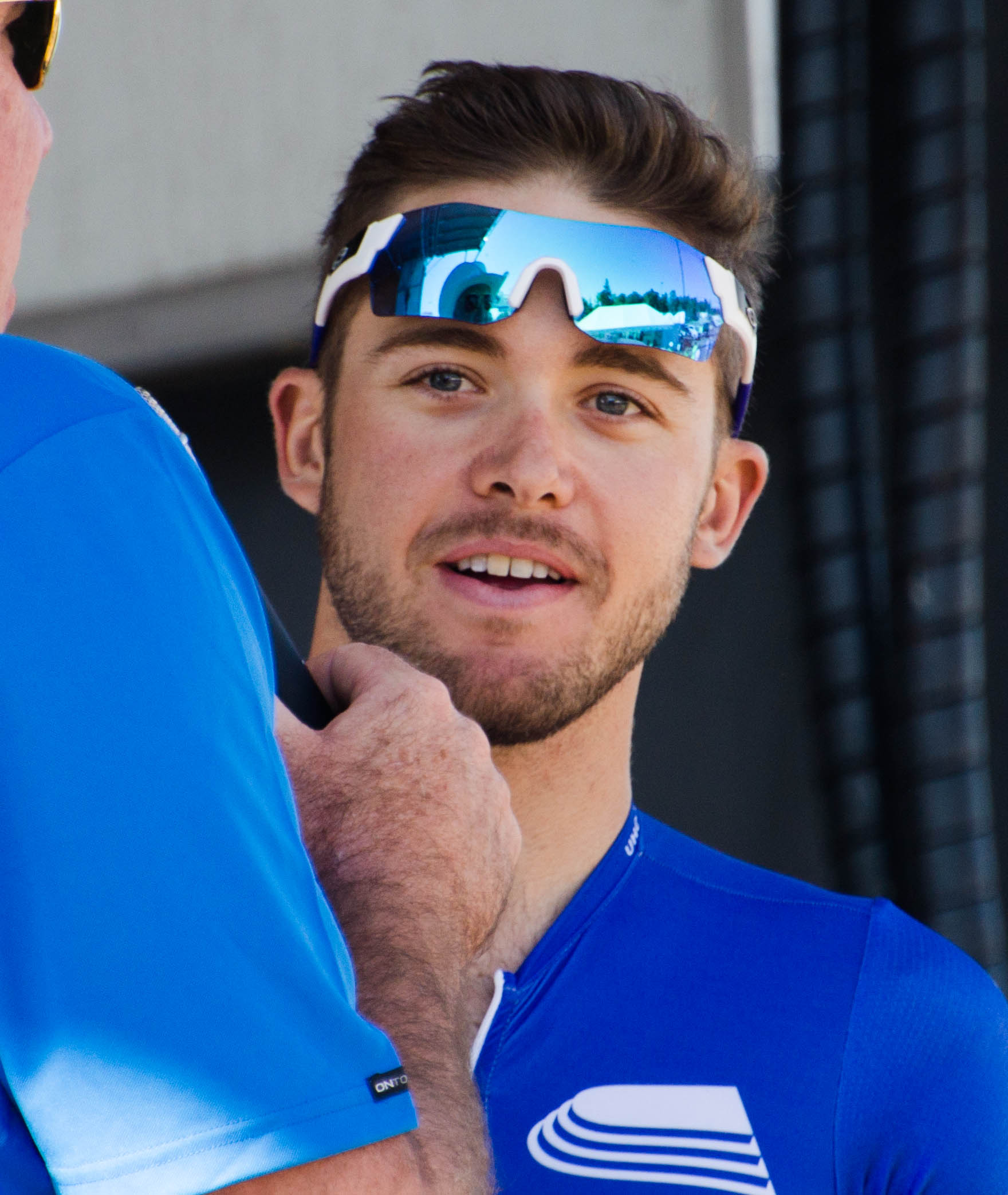
Alessandro Bazzana 2014

Alessandro Bazzana (* 16. Juli 1984 in Alzano Lombardo) ist ein ehemaliger italienischer Radrennfahrer.
Bazzana wurde 2007 beim amerikanischen Team Successfulliving.com-Parkpre Profi und konnte zwei Teilstücke des Etappenrennens Cougar Mountain gewinnen. Zur Saison 2009 wechselte Bazzana zum australischen Team Fly V Australia. Ein Jahr später gelang ihm ein Etappensieg bei der Tour of Murrieta. In der Folgesaison wechselte Bazzana erneut die Mannschaft und trat nun für das amerikanische Team Type 1 an. 2012 konnte er im Trikot dieses Teams mit einem Etappensieg bei der Österreich-Rundfahrt seinen ersten Erfolg auf der UCI Europe Tour  feiern. Zudem konnte er die Punktewertung des Rennens für sich entscheiden.

## Erfolge
2012
- eine Etappe und Punktewertung Österreich-Rundfahrt

## Teams
- 2007 Successfulliving.com-Parkpre
- 2008 Successfulliving.com-Parkpre
- 2009 Fly V Australia
- 2010 Fly V Australia
- 2011 Team Type 1-Sanofi
- 2012 Team Type 1-Sanofi
- 2013 UnitedHealthcare Pro Cycling Team